# L'inspector de Chelsea
L'inspector de Chelsea (títol original en anglès, The Chelsea Detective) és una sèrie de televisió britànica de drama criminal, creada per Peter Fincham i emesa per Acorn TV des de la seva estrena el 23 de febrer de 2022. S'ha doblat al valencià per a À Punt, que va començar a emetre-la el 13 de setembre de 2024.
La sèrie se centra en diversos casos d'assassinat que tenen lloc al barri londinenc de Chelsea i els esforços de l'inspector detectiu Max Arnold i la seva companya per resoldre els crims. Està associat amb la sergent detectiu Priya Shamsie a la temporada 1 i la sergent detectiu Layla Walsh a la temporada 2.
El novembre de 2023 es va anunciar que es renovava per a una tercera temporada.

## Repartiment
| Personatge                                           | Intèrpret          | Temporada | Temporada |
| Personatge                                           | Intèrpret          | 1         | 2         |
| ---------------------------------------------------- | ------------------ | --------- | --------- |
| Max Arnold                                           | Adrian Scarborough | Principal | Principal |
| Priya Shamsie                                        | Sonita Henry       | Principal |           |
| Layla Walsh                                          | Vanessa Emme       |           | Principal |
| Connor Pollock                                       | Peter Bankolé      | Principal | Principal |
| Jess Lombard                                         | Lucy Phelps        | Principal | Principal |
| Ashley Wilton, oficial en cap d'investigació forense | Sophie Stone       | Principal | Principal |

## Episodis

### Temporada 1 (2022)
| Núm. total | Núm. de la temporada | Títol                 | Direcció      | Guió          | Data d'emissió original | Data d'emissió a À Punt |
| --- | -------------------- | --------------------- | ------------- | ------------- | ----------------------- | ----------------------- |
| 1 | 1                    | «El salari del pecat» | Richard Signy | Glen Laker    | 7 de febrer de 2022     | 13 de setembre de 2024  |
| Quan un home és espentejat a les vies de tren de Londres, l'inspector Max Arnold i la seua ajudanta, Priya Shamsie, descobreixen que la víctima creia que un esperit venjatiu el perseguia amb missatges bíblics. |                      |                       |               |               |                         |                         |
| 2 | 2                    | «La senyora Romano»   | Richard Signy | Glen Laker    | 14 de febrer de 2022    | 20 de setembre de 2024  |
| És possible que Max vaja prou davant, quan un cas de persones desaparegudes es converteix en una recerca d'assassinat que involucra els Romano, un clan de restauradors.                                          |                      |                       |               |               |                         |                         |
| 3 | 3                    | «El gegant dócil»     | Darcia Martin | Peter Fincham | 21 de febrer de 2022    | 27 de setembre de 2024  |
| L'apunyalament d'un guàrdia de seguretat molt volgut exposa el desagradable passat de l'home. Max i Priya descobreixen que la seua mort és l'última tragèdia en un cicle de violència que dura dècades.           |                      |                       |               |               |                         |                         |
| 4 | 4                    | «Educació de Chelsea» | Darcia Martin | Liz Lake      | 28 de febrer de 2022    | 4 d'octubre de 2024     |
| El professor Oliver Cowie sembla una improbable víctima d'assassinat, fins que el troben al seu despatx assassinat. Però resulta que no falten sospitosos.                                                        |                      |                       |               |               |                         |                         |

### Temporada 2 (2023)
| Núm. total | Núm. de la temporada | Títol                 | Direcció      | Guió            | Data d'emissió original | Data d'emissió a À Punt |
| --- | -------------------- | --------------------- | ------------- | --------------- | ----------------------- | ----------------------- |
| 5 | 1                    | «L'habitació blava»   | Richard Signy | Glen Laker      | 28 d'agost de 2023      | 11 d'octubre de 2024    |
| Un robatori i un assassinat en la inauguració d'una elegant galeria porten l'equip a una caça pel món de l'art. |                      |                       |               |                 |                         |                         |
| 6 | 2                    | «Els anys daurats»    | Richard Signy | Peter Fincham   | 4 de setembre de 2023   | 18 d'octubre de 2024    |
| Una dona mor misteriosament en una residència d'ancians de luxe, sense senyals que l'entrada haja sigut forçada. Les sospites recauen sobre el personal i els residents. Però les tensions en la seua família apunten una altra causa. |                      |                       |               |                 |                         |                         |
| 7 | 3                    | «El testimoni fiable» | Sarah Esdaile | Liz Lake        | 11 de setembre de 2023  | 25 d'octubre de 2024    |
| El culpable més probable de l'assassinat del psicoterapeuta és un expacient. A mesura que l'equip indaga en la seua vida, descobreixen revelacions inquietants.                                                                        |                      |                       |               |                 |                         |                         |
| 8 | 4                    | «Un crim passional»   | Sarah Esdaile | Laura Poliakoff | 18 de setembre de 2023  | 1 de novembre de 2024   |
| Troben Jack Felton, amo d'una empresa de repartiment de fruites i verdures, apunyalat a sa casa. Els detectius han de desentranyar la gelosia romàntica, els conflictes familiars i les rivalitats comercials per a atrapar l'assassí. |                      |                       |               |                 |                         |                         |